# Harrie Hofmans
Gerardus Hendrikus Martinus (Harrie) Hofmans (Haps, 6 mei 1907 – Uden, 11 september 2006) was een Nederlands burgemeester.
Hij werd geboren als zoon van Antonius Hofmans (1876-1962; slager van beroep) en Maria van Sambeek (1881-1914). Na het gymnasium begon hij in 1925 zijn ambtelijke carrière bij de gemeentesecretarie van Beugen en Rijkevoort. Daarna was hij achtereenvolgens werkzaam voor de gemeenten Beers, Nijmegen en Groesbeek. Bij die laatste gemeente was hij tweede ambtenaar voor hij in 1935 benoemd werd tot gemeente-ontvanger van Hoeven. Eind 1944 werd hij daar door het Militair Gezag benoemd tot waarnemend burgemeester. In 1946 volgde zijn benoeming tot burgemeester van Putte. Aansluitend was hij van 1958 tot zijn pensionering in juni 1972 burgemeester van Mill en Sint Hubert. In 2006 overleed Hofmans op 99-jarige leeftijd.